# Хосе Сатурніно Кардосо
Хосе Сатурніно Кардосо Отасу (ісп. José Saturnino Cardozo Otazú; 19 березня 1971, Нуева-Італія, Парагвай) — парагвайський футболіст, нападник, а згодом тренер.
Насамперед відомий виступами за національну збірну Парагваю та мексиканський клуб «Толука».
Один з найкращих бомбардирів світового футболу на межі 20-21 століть.

## Клубна кар'єра
У дорослому футболі дебютував 1988 року в клубі «Рівер Плейт» (Асунсьйон), в складі якого провів три сезони. За цей клуб відіграв 26 матчів і забив 10 голів.
Два сезони провів у Європі, грав за швейцарський «Санкт-Галлен». Із цього клубу отримав запрошення до збірної Мексики.
В 1992 році надягнув футболку чилійського «Універсідад Католіка». У складі цієї команди грав у фіналі кубка Лібертадорес. В найпрестижнішому клубному турнірі Південної Америки провів 13 матчів (1 гол).
З наступним клубом — «Олімпією» виграв титул чемпіона Парагваю.
В сезоні 1994/95 перейшов до мексиканської команди «Толука». Виграв у складі цієї команди чотири чемпіонати Мексики та кубок чемпіонів КОНКАКАФ. Найкращий гравець та бомбардир в історії клубу.
«Крус Асуль» у 2001 році орендував футболіста для участі у кубку Лібертадорес. Хосе Кардосо провів 7 матчів (4 голи) і вдруге в своїй кар'єрі грав у фіналі цього турніру.
Завершив професійну кар'єру футболіста у складі аргентинського «Сан-Лоренсо» (сезон 2005/06).

## Виступи за збірну
1991 року дебютував в офіційних матчах у складі національної збірної Парагваю.
У складі збірної був учасником двох чемпіонатів світу: 1998 року у Франції та 2002 року в Японії і Південній Кореї. Був у заявці на чемпіонат світу 2006 року, але не поїхав через травму.
Віце-чемпіон Олімпійських ігор 2004 року в Афінах.
За 15 років кар'єри у головній команді країни провів 83 матчі і забив 25 голів. Найкращий бомбардир в історії збірної Парагваю.

## Кар'єра тренера
Розпочав тренерську кар'єру у клубі «Олімпія» (Асунсьйон). Цей клуб очолював тричі. В перерві у 2011-2012 роках працював з мексиканським клубом «Керетаро».
У 2013 році недовго потренував клуб «Спортіво Лукеньйо», після чого знову відправився до Мексики, де очолював клуби «Толука», «Чьяпас» та «Пуебла».

## Титули і досягнення

### Командні
- Срібний олімпійський призер: 2004
- Чемпіон Південної Америки серед молодіжних команд (1): 1992
- Фіналіст кубка Лібертадорес (2): 1993, 2001
- Володар кубка чемпіонів КОНКАКАФ (1): 2003
- Фіналіст кубка чемпіонів КОНКАКАФ (1): 1998
- Чемпіон Парагваю (1): 1993
- Чемпіон Мексики (4): 1998 Л, 1999 Л, 2000 Л, 2002 А
- Віце-чемпіон Мексики (1): 2000 З
- Володар суперкубка Мексики (1): 2003

### Особисті
- Футболіст року в Південній Америці (1): 2002
- Символічна збірна року Південної Америки (3): 2002, 2003, 2004
- Найкращий бомбардир національних чемпіонатів за сезон за версією IFFHS (1): 2003 (58 голів)
- Футболіст року в Парагваї (3): 2000, 2002, 2003
- Найкращий бомбардир чемпіонату Мексики (4): 1998 Л (13), 1999 Л (15), 2002 А (29), 2003 К (21)
- Бомбардир № 4 чемпіонату Мексики: 249 голів.
- Найкращий бомбардир в історії національної збірної Парагваю — 25 голів.
- Найкращий бомбардир в історії «Толуки» — 249 голів.

## Статистика
| Турнір                   | Період    | Матчі | Голи |
| ------------------------ | --------- | ----- | ---- |
| Збірна Парагваю          | 1991-2006 | 83    | 25   |
| Кубок Лібертадорес       | 1993-2001 | 20+   | 5+   |
| Кубок чемпіонів КОНКАКАФ | 1998-2003 | 3+    | 1+   |
| Чемпіонат                | 1988-2006 | 470   | 316  |
| Всього                   | 1988-2006 | 576+  | 347+ |